# US Open 2012
Die 132. US Open fanden vom 27. August bis zum 10. September 2012 im USTA Billie Jean King National Tennis Center im Flushing-Meadows-Park in New York, USA statt. Regen und Unwetterwarnungen hatten zur Folge, dass das Einzelfinale der Frauen zum fünften Mal in Folge am Sonntag und das der Herren am Montag ausgetragen wurde.
Titelverteidiger im Einzel waren Novak Đoković bei den Herren sowie Samantha Stosur bei den Damen. Im Herrendoppel waren Philipp Petzschner und Jürgen Melzer, im Damendoppel Liezel Huber und Lisa Raymond die Titelverteidiger. Melanie Oudin und Jack Sock waren die Titelverteidiger im Mixed.
Die ehemaligen Weltranglistenführenden Kim Clijsters aus Belgien und Andy Roddick aus den Vereinigten Staaten bestritten bei den US Open das letzte Turnier ihrer Profikarriere.

## Herreneinzel
Setzliste
| Nr. | Spieler               | Erreichte Runde |
| --- | --------------------- | --------------- |
| 01. | Roger Federer         | Viertelfinale   |
| 02. | Novak Đoković         | Finale          |
| 03. | Andy Murray           | Sieg            |
| 04. | David Ferrer          | Halbfinale      |
| 05. | Jo-Wilfried Tsonga    | 2. Runde        |
| 06. | Tomáš Berdych         | Halbfinale      |
| 07. | Juan Martín del Potro | Viertelfinale   |
| 08. | Janko Tipsarević      | Viertelfinale   |
| 09. | John Isner            | 3. Runde        |
| 10. | Juan Mónaco           | 1. Runde        |
| 11. | Nicolás Almagro       | Achtelfinale    |
| 12. | Marin Čilić           | Viertelfinale   |
| 13. | Richard Gasquet       | Achtelfinale    |
| 14. | Oleksandr Dolhopolow  | 3. Runde        |
| 15. | Milos Raonic          | Achtelfinale    |
| 16. | Gilles Simon          | 3. Runde        |

| Nr. | Spieler               | Erreichte Runde |
| --- | --------------------- | --------------- |
| 17. | Kei Nishikori         | 3. Runde        |
| 18. | Stanislas Wawrinka    | Achtelfinale    |
| 19. | Philipp Kohlschreiber | Achtelfinale    |
| 20. | Andy Roddick          | Achtelfinale    |
| 21. | Tommy Haas            | 1. Runde        |
| 22. | Florian Mayer         | 1. Runde        |
| 23. | Mardy Fish            | Achtelfinale    |
| 24. | Marcel Granollers     | 2. Runde        |
| 25. | Fernando Verdasco     | 3. Runde        |
| 26. | Andreas Seppi         | 1. Runde        |
| 27. | Sam Querrey           | 3. Runde        |
| 28. | Michail Juschny       | 1. Runde        |
| 29. | Viktor Troicki        | 1. Runde        |
| 30. | Feliciano López       | 3. Runde        |
| 31. | Julien Benneteau      | 3. Runde        |
| 32. | Jérémy Chardy         | 3. Runde        |

## Dameneinzel
Setzliste
| Nr. | Spielerin           | Erreichte Runde |
| --- | ------------------- | --------------- |
| 01. | Wiktoryja Asaranka  | Finale          |
| 02. | Agnieszka Radwańska | Achtelfinale    |
| 03. | Marija Scharapowa   | Halbfinale      |
| 04. | Serena Williams     | Sieg            |
| 05. | Petra Kvitová       | Achtelfinale    |
| 06. | Angelique Kerber    | Achtelfinale    |
| 07. | Samantha Stosur     | Viertelfinale   |
| 08. | Caroline Wozniacki  | 1. Runde        |
| 09. | Li Na               | 3. Runde        |
| 10. | Sara Errani         | Halbfinale      |
| 11. | Marion Bartoli      | Viertelfinale   |
| 12. | Ana Ivanović        | Viertelfinale   |
| 13. | Dominika Cibulková  | 3. Runde        |
| 14. | Marija Kirilenko    | 3. Runde        |
| 15. | Lucie Šafářová      | 3. Runde        |
| 16. | Sabine Lisicki      | 1. Runde        |

| Nr. | Spielerin                    | Erreichte Runde |
| --- | ---------------------------- | --------------- |
| 17. | Anastassija Pawljutschenkowa | 2. Runde        |
| 18. | Julia Görges                 | 1. Runde        |
| 19. | Nadja Petrowa                | Achtelfinale    |
| 20. | Roberta Vinci                | Viertelfinale   |
| 21. | Christina McHale             | 1. Runde        |
| 22. | Francesca Schiavone          | 1. Runde        |
| 23. | Kim Clijsters                | 2. Runde        |
| 24. | Klára Zakopalová             | 1. Runde        |
| 25. | Yanina Wickmayer             | 2. Runde        |
| 26. | Monica Niculescu             | 1. Runde        |
| 27. | Anabel Medina Garrigues      | 1. Runde        |
| 28. | Zheng Jie                    | 3. Runde        |
| 29. | Tamira Paszek                | 1. Runde        |
| 30. | Jelena Janković              | 3. Runde        |
| 31. | Varvara Lepchenko            | 3. Runde        |
| 32. | Peng Shuai                   | 1. Runde        |

## Herrendoppel
Setzliste
| Nr. | Paarung                              | Erreichte Runde |
| --- | ------------------------------------ | --------------- |
| 01. | Maks Mirny Daniel Nestor             | 1. Runde        |
| 02. | Bob Bryan Mike Bryan                 | Sieg            |
| 03. | Robert Lindstedt Horia Tecău         | Achtelfinale    |
| 04. | Mariusz Fyrstenberg Marcin Matkowski | 1. Runde        |
| 05. | Leander Paes Radek Štěpánek          | Finale          |
| 06. | Marcel Granollers Marc López         | Halbfinale      |
| 07. | Michaël Llodra Nenad Zimonjić        | 1. Runde        |
| 08. | Mahesh Bhupathi Rohan Bopanna        | 1. Runde        |

| Nr. | Paarung                                | Erreichte Runde |
| --- | -------------------------------------- | --------------- |
| 09. | Aisam-ul-Haq Qureshi Jean-Julien Rojer | Halbfinale      |
| 10. | Jürgen Melzer Philipp Petzschner       | 2. Runde        |
| 11. | Jonathan Marray Frederik Nielsen       | 2. Runde        |
| 12. | Ivan Dodig Marcelo Melo                | Achtelfinale    |
| 13. | David Marrero Fernando Verdasco        | 1. Runde        |
| 14. | Colin Fleming Ross Hutchins            | Achtelfinale    |
| 15. | Alexander Peya Bruno Soares            | Viertelfinale   |
| 16. | Santiago González Scott Lipsky         | Achtelfinale    |

## Damendoppel
Setzliste
| Nr. | Paarung                                            | Erreichte Runde |
| --- | -------------------------------------------------- | --------------- |
| 01. | Liezel Huber Lisa Raymond                          | Achtelfinale    |
| 02. | Sara Errani Roberta Vinci                          | Sieg            |
| 03. | Andrea Hlaváčková Lucie Hradecká                   | Finale          |
| 04. | Marija Kirilenko Nadja Petrowa                     | Viertelfinale   |
| 05. | Vania King Jaroslawa Schwedowa                     | Achtelfinale    |
| 06. | Jekaterina Makarowa Jelena Wesnina                 | Achtelfinale    |
| 07. | Katarina Srebotnik Zheng Jie                       | 1. Runde        |
| 08. | Nuria Llagostera Vives María José Martínez Sánchez | Halbfinale      |

| Nr. | Paarung                                   | Erreichte Runde |
| --- | ----------------------------------------- | --------------- |
| 09. | Raquel Kops-Jones Abigail Spears          | Achtelfinale    |
| 10. | Iveta Benešová Barbora Záhlavová-Strýcová | 2. Runde        |
| 11. | Julia Görges Květa Peschke                | Viertelfinale   |
| 12. | Anastassija Rodionowa Galina Woskobojewa  | 2. Runde        |
| 13. | Bethanie Mattek-Sands Sania Mirza         | Achtelfinale    |
| 14. | Natalie Grandin Vladimíra Uhlířová        | Achtelfinale    |
| 15. | Klaudia Jans-Ignacik Kristina Mladenovic  | 2. Runde        |
| 16. | Hsieh Su-wei Anabel Medina Garrigues      | Halbfinale      |

## Mixed
Setzliste
| Nr. | Paarung                        | Erreichte Runde |
| --- | ------------------------------ | --------------- |
| 01. | Liezel Huber Maks Mirny        | Halbfinale      |
| 02. | Lisa Raymond Mike Bryan        | 1. Runde        |
| 03. | Jelena Wesnina Leander Paes    | Viertelfinale   |
| 04. | Květa Peschke Marcin Matkowski | Finale          |

| Nr. | Paarung                                  | Erreichte Runde |
| --- | ---------------------------------------- | --------------- |
| 05. | Katarina Srebotnik Nenad Zimonjić        | 1. Runde        |
| 06. | Andrea Hlaváčková Mahesh Bhupathi        | Achtelfinale    |
| 07. | Lucie Hradecká František Čermák          | Halbfinale      |
| 08. | Klaudia Jans-Ignacik Mariusz Fyrstenberg | Achtelfinale    |

## Junioreneinzel
Setzliste
| Nr. | Spieler          | Erreichte Runde |
| --- | ---------------- | --------------- |
| 01. | Kimmer Coppejans | Viertelfinale   |
| 02. | Filip Peliwo     | Sieg            |
| 03. | Gianluigi Quinzi | Viertelfinale   |
| 04. | Thiago Monteiro  | 2. Runde        |
| 05. | Mitchell Krueger | 1. Runde        |
| 06. | Nikola Milojević | 1. Runde        |
| 07. | Nick Kyrgios     | Viertelfinale   |
| 08. | Kaichi Uchida    | Halbfinale      |

| Nr. | Spieler                  | Erreichte Runde |
| --- | ------------------------ | --------------- |
| 09. | Frederico Ferreira Silva | Achtelfinale    |
| 10. | Stefano Napolitano       | 1. Runde        |
| 11. | Daniel Masur             | 2. Runde        |
| 12. | Joshua Ward-Hibbert      | 2. Runde        |
| 13. | Liam Broady              | Finale          |
| 14. | Noah Rubin               | 1. Runde        |
| 15. | Mackenzie McDonald       | 1. Runde        |
| 16. | Julien Cagnina           | Achtelfinale    |

## Juniorinneneinzel
Setzliste
| Nr. | Spielerin               | Erreichte Runde |
| --- | ----------------------- | --------------- |
| 01. | Taylor Townsend         | Viertelfinale   |
| 02. | Julija Putinzewa        | Viertelfinale   |
| 03. | Eugenie Bouchard        | 2. Runde        |
| 04. | Antonia Lottner         | Halbfinale      |
| 05. | Jelisaweta Kulitschkowa | 1. Runde        |
| 06. | Kateřina Siniaková      | Achtelfinale    |
| 07. | Petra Uberalová         | 1. Runde        |
| 08. | Sachia Vickery          | Achtelfinale    |

| Nr. | Spielerin        | Erreichte Runde |
| --- | ---------------- | --------------- |
| 09. | Anna Danilina    | Viertelfinale   |
| 10. | Chalena Scholl   | 2. Runde        |
| 11. | Belinda Bencic   | 2. Runde        |
| 12. | Anett Kontaveit  | Finale          |
| 13. | Ana Konjuh       | Achtelfinale    |
| 14. | Carol Zhao       | Achtelfinale    |
| 15. | Krista Hardebeck | 1. Runde        |
| 16. | Marcela Zacarías | Achtelfinale    |

## Juniorendoppel
Setzliste
| Nr. | Paarung                             | Erreichte Runde |
| --- | ----------------------------------- | --------------- |
| 01. | Filip Peliwo Kaichi Uchida          | Achtelfinale    |
| 02. | Mitchell Krueger Mackenzie McDonald | Viertelfinale   |
| 03. | Nikola Milojević Wayne Montgomery   | 1. Runde        |
| 04. | Kimmer Coppejans Jeroen Vanneste    | 1. Runde        |

| Nr. | Paarung                              | Erreichte Runde |
| --- | ------------------------------------ | --------------- |
| 05. | Maximilian Marterer Daniel Masur     | Halbfinale      |
| 06. | Nick Kyrgios Jordan Thompson         | Finale          |
| 07. | Gabriel Friedrich Thiago Monteiro    | Achtelfinale    |
| 08. | Kyle Edmund Frederico Ferreira Silva | Sieg            |

## Juniorinnendoppel
Setzliste
| Nr. | Paarung                                 | Erreichte Runde |
| --- | --------------------------------------- | --------------- |
| 01. | Anna Danilina Jelisaweta Kulitschkowa   | Halbfinale      |
| 02. | Belinda Bencic Petra Uberalová          | Finale          |
| 03. | Françoise Abanda Sachia Vickery         | Viertelfinale   |
| 04. | Gabrielle Faith Andrews Taylor Townsend | Sieg            |

| Nr. | Paarung                                | Erreichte Runde |
| --- | -------------------------------------- | --------------- |
| 05. | Elise Mertens Kateřina Siniaková       | Achtelfinale    |
| 06. | Beatriz Haddad Maia Laura Pigossi      | Achtelfinale    |
| 07. | Ana Konjuh Adrijana Lekaj              | Achtelfinale    |
| 08. | Antonia Lottner Kathinka von Deichmann | Halbfinale      |